# JRTスペシャル
『JRTスペシャル』（ジェイアールティースペシャル）は、2011年（平成23年）4月23日から四国放送（JRT）にて放送されているドキュメンタリー番組である。

## 番組概要
- 放送日時は不定期で放送される場合は第4土曜日 9:25 - 9:55 （以下時間表記はJST）に放送される。不定期で平日の午前中や土曜日・日曜日に再放送されている。

## 番組の歴史
- 2011年（平成23年）4月23日 - スタート。

## 放送リスト

### 2011年
- 記者たちは見た〜東日本大震災〜（2011年4月23日放送）【出演】宗我部英久（四国放送アナウンサー）、野口信博（四国放送記者）、芝田和寿（四国放送記者）、中野晋（四国放送記者）
- 夢を架けろ〜しんまち七色ばんど〜（2011年5月28日放送）【ナレーション】物部純子（四国放送アナウンサー）【ディレクター】和田洋介
- 記者たちは見た 東日本大震災 (2) （2011年6月25日放送）【出演】宮本康史（四国放送記者）、松村有希子（四国放送記者）
- 超地域密着！インディゴ、見に行こ（2011年7月23日放送）【出演】斉藤浩行（当時徳島インディゴソックス監督）
- ゴジカル調査隊の優雅な休日（2011年8月27日放送）【出演】榎本真也（四国放送アナウンサー）
- 記者たちは見た 東日本大震災3 （2011年9月24日放送）【出演】近藤英之（四国放送記者）
- さらなる高みへ〜美濃部監督が目指すサッカー〜（2011年10月22日放送）【出演】美濃部直彦（当時徳島ヴォルティス監督）
- 売り出せ！とくしまバーガー 地産地消で町おこし（2011年11月26日放送）
- シネマ高校生（2011年12月24日放送）【出演】島川未有（四国放送アナウンサー）

### 2012年
- 素顔の外科医たち〜地域医療を支える現場から〜（2012年1月28日放送）【出演】森本真司（四国放送アナウンサー）
- 小さき者へ〜八木和彦が描く心のふるさと〜（2012年2月25日放送）【出演】八木和彦（画家）、保岡栄二（四国放送アナウンサー）【ナレーション】保岡栄二（四国放送アナウンサー）、佐藤旬子（四国放送アナウンサー）
- 最期に村の写真集〜限界集落を撮り続けて〜（2012年3月24日放送）【出演】荒井賢治（写真家）、保岡栄二（四国放送アナウンサー）【ディレクター】和田洋介
- ワンダフル道中！世界一周ふたり旅（2012年5月26日放送）【出演】宮本幸子（元JRTラジオリポーター）、宮本秀人（幸子さんの夫）
- 1+1は?〜鳴門渦潮高校野球部の挑戦〜（2012年8月25日放送）【出演】高橋広監督（鳴門渦潮高校野球部）、宗我部英久（四国放送アナウンサー）【ナレーション】宗我部英久（四国放送アナウンサー）

### 2013年
- 買い物弱者を救え！～移動スーパーとくし丸～（2013年（平成25年）6月22日放送）【出演】住友達也（とくし丸社長）
- 最後の慰霊祭～戦時輸送船・富山丸の悲劇（2013年（平成25年）8月17日放送）【出演】宗我部英久（四国放送アナウンサー）【題字】井上景玄【CG】田井肇【撮影】徳前努【編集】徳前努【ディレクター】宗我部英久（四国放送アナウンサー）【プロデューサー】網師本誠司
- 「祖谷を撮る～二代目蔦監督の挑戦～」（2013年（平成25年）12月28日放送）【出演】蔦哲一朗（映画監督）

### 2014年
- 「何もないけど何かある」～小さな漁村の大家族in伊座利～（2014年（平成26年）1月25日放送）【出演】中山千桂子（四国放送アナウンサー）【ナレーション】中山千桂子（四国放送アナウンサー）【撮影】上田貴史、野口大、近藤善允【題字】井上景玄【CG】田井肇【編集】濱田康裕【ディレクター】濱田康裕【プロデューサー】芝田和寿
- 「助かる」から「生き延びる」へ～東日本大震災の教訓～（2014年（平成26年）2月22日放送）
- 買い物弱者を救え！～移動スーパーとくし丸(2)～（2014年（平成26年）4月26日放送）【出演】住友達也（とくし丸社長）
- 買い物弱者を救え！～移動スーパーとくし丸(3)～（2014年（平成26年）12月27日放送）【出演】住友達也（とくし丸社長）

### 2015年
- 眠れる折り鶴に光を（2015年（平成27年）1月24日放送）
- 鳴門コウノトリ日記（2015年（平成27年）7月25日放送）【出演】宗我部英久（四国放送アナウンサー）【プロデューサー】網師本誠司【ディレクター】宗我部英久（四国放送アナウンサー）【編集】岡田照史
- 残る桜も～元特攻隊員の証言～（2015年（平成27年）8月22日放送）【プロデューサー】大谷正憲【ディレクター】住友憲一

### 2016年
- 400年の藍色～伝統染めがつなぐ台湾と徳島の絆～（2016年（平成28年）6月25日放送）【ナレーション】森本晴香（当時四国放送アナウンサー）【撮影】森西寛ほか【タイトル】井上景玄【CG】佐野佳代子【ディレクター・編集】芝田和寿【プロデューサー】岡田徹
- さまよう合区～“一票の格差"と地方のはざまで～（2016年（平成28年）7月23日放送）【出演】宗我部英久（四国放送アナウンサー）、物部純子（四国放送アナウンサー）

### 2018年
- 那賀町ブギ（2018年（平成30年）3月24日放送）【撮影】久賀栄二【ディレクター】石飛順二
- ジャパンブルーで未来を拓け〜阿波藍の挑戦〜（2018年（平成30年）5月26日放送）【出演】野口七海（四国放送アナウンサー）【ナレーション】野口七海（四国放送アナウンサー）

### 2023年
- 言葉のないあたなのために～相次ぐ動物遺棄、背景に何が～（2023年（令和5年）9月18日放送）【ナレーション】皆谷尚美（シンガーソングライター）